# Малоархангельская операция
Малоархангельская операция, Мало-Архангельская операция — фронтовая наступательная операция войск левого крыла Брянского фронта, проведённая 5 февраля — 2 марта 1943 года во время Великой Отечественной войны с целью разгрома Орловской группировки немецкой группы армий «Центр».

## Планы и начало операции
По указанию Ставки Верховного Главнокомандования в феврале — марте 1943 года на центральном участке фронта (силами Брянского, Центрального, Западного и Калининского фронтов) были проведены несколько фронтовых операций с целью разгрома противостоящих группировок противника и расширения успеха, достигнутого на южном фланге советско-германского фронта. На Брянском фронте (командующий генерал-полковник М. А. Рейтер) наступление было запланировано силами 13-й армии (командующий генерал-майор, с 13 февраля генерал-лейтенант Н. П. Пухов) и 48-й армии (командующий генерал-майор Г. А. Халюзин, с февраля 1943 года — генерал-майор П. Л. Романенко). Их численность, с поддерживавшими их частями 15-й воздушной армии и фронтовыми частями усиления, составляла 240 160 человек.
Выполняя данное решение, 5 февраля 1943 года эти две армии перешли в наступление. В первые дни наступление не принесло никаких успехов. Согласно новой директиве Ставки от 6 февраля 1943 года, эти две армии должны были атаковать правое крыло немецкой 2-й танковой группы (командующий генерал-полковник Р. Шмидт) группы армий «Центр» (командующий генерал-фельдмаршал Г. Клюге), на первом этапе выйти на линию Дросково — Малоархангельск, затем обойти Орёл с юго-запада и соединиться с наносящей встречный удар 61-й армией. Результатом этого должны были стать окружение и разгром орловской группировки противника в срок не позднее 17 февраля. Срок подготовки наступления был ограниченным.

## Возобновление наступления и завершение операции
12 февраля 1943 года 13-я и 48-я армии вторично перешли в наступление. Однако к этому времени германское командование уже вывело с ржевско-вяземского плацдарма 7 дивизий и перебросило их на орловское направление, причем 2 танковые и 3 пехотные дивизии развернулись против сил Брянского фронта. Поэтому и это советское наступление с первого дня встретило исключительно упорное сопротивление. За две недели кровопролитных боев советские войска смогли лишь вклиниться в оборону противника на 10—30 километров. 23 февраля с тяжелыми боями был освобождён Малоархангельск. Однако далее города удалось продвинуться менее чем на 5 километров. Встречное наступление 61-й армии успеха не имело вообще. К концу месяца войска вынуждены были прекратить наступление на рубеже Новосиль, Малоархангельск, Рождественское. Там линия фронта проходила до конца лета 1943 года.

## Итоги операции
Эта операция выделяется огромными потерями наступающей стороны, совершенно несоизмеримыми с достигнутыми результатами. Потери советских войск составили 19 684 человек безвозвратными и 34 615 человек санитарными (в целом 20 % от первоначальной численности войск). За неудачное управление войсками в ходе операции был снят с должности командующий 48-й армией Г. А. Халюзин. Потери немецкой стороны неизвестны, но в любом случае значительно ниже.
Причинами неудачи стали характерные для событий зимы — весны 1943 года на центральном участке советско-германского фронта ошибки на всех уровнях. Ставка Верховного Главнокомандования начала проведение ряда небольших локальных операций в различное время, несогласованных между собой. Все наступательные операции проводились на значительном отдалении друг от друга, что лишало их взаимодействия. Для данной операции были выделены незначительные силы (две общевойсковые армии), участок наступления был небольшим и легко блокирован противником. Остро сказывался недостаток артиллерии и танков. На тактическом уровне продолжали преобладать лобовые атаки укреплённых позиций.